# ساق بظر
ساق البظر هو الجزء الداخلي من البظر، وهو على شكل ساقي مثلث (ثمانية بالرسم الهندي)، تلقي ساقي البظر في رأس البظر، ويتكون البظر وساقيه من نسيج يتصلب عند زيادة تدفق الدم فيه كما النسيج الذي يتكون منه القضيب عند الذكور.